# L'Épiphanie
L'Épiphanie é uma cidade localizada na província de Quebec no Canadá.